# 양페이이

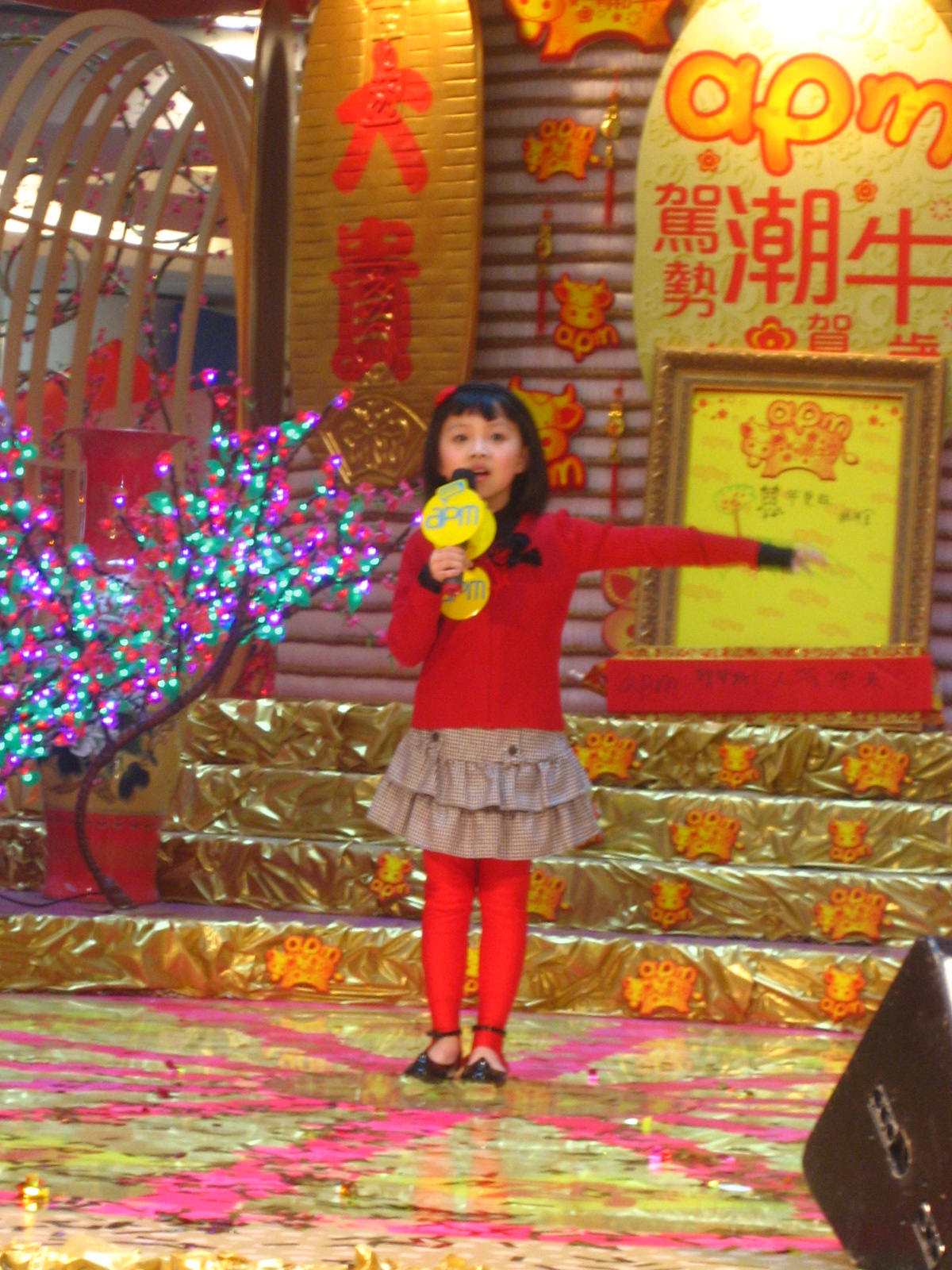
양페이이

양페이이(楊沛宜, 2001년 7월 8일 ~ )는 중국의 가수이다. 2008년 하계 올림픽 개회식에서 가창조국 노래를 불렀으나, 모습은 드러내지 않았고, 린먀오커가 립싱크를 하여 논란이 일었다.